# Sistema A-0
O sistema A-0 (Arithmetic Language version 0), escrito por Grace Hopper em 1951 e 1952 para o UNIVAC I foi o primeiro compilador já desenvolvido para um computador eletrônico. O A-0 funcionava mais como um carregador ou ligador diferente da noção moderna de um compilador. Um programa era especificado como uma seqüência de sub-rotinas e argumentos. As sub-rotinas eram identificadas por um código numérico e os argumentos para as sub-rotinas eram escritos logo após cada código de sub-rotina. O sistema A-0 convertia a especificação em código de máquina que podia ser armazenado em um computador uma segunda vez para executar o programa.
Ao sistema A-0 se seguiram o A-1, A2, A-3 (lançado como ARITH-MATIC), AT-3 (lançado como MATH-MATIC) e o B-0 (lançado como Flow-Matic).